# Johan Niclas Cahman
Johan Niclas Cahman, född 1679/1680 i Flensburg, Schleswig, död 18 juni 1737 i Stockholm, var en svensk orgelbyggare i Västerås och Stockholm av tyskt ursprung. Han arbetade även som borgare, uppbördsman och handelsman i Stockholm.

## Biografi
Johan Niclas Cahman föddes 1679 eller 1680 i Flensburg, Schleswig. Han var son till orgelbyggaren Hans Henrich Cahman och Anna Christina Fritzsche som bodde i Flensburg mellan 1677 och 1685. Hans Henrich Cahman var en framstående orgelbyggare och hade varit gesäll hos orgelbyggaren Hans Christoph Fritzsche (död 1674), Hamburg. Fritzsche var son till orgelbyggaren Gottfried Fritzsche (1578–1638). Hans Henrich Cahman var därmed upplärd i den nordtyska orgelbyggartraditionen.

### Sverige
Familjen flyttade 1685 till Sverige och samma år utförde fadern en reparation på orgeln i Landskrona som renoverats av hans svärfar 1661. År 1687 skulle familjen flytta till Uppsala för att arbeta på orgeln i Uppsala domkyrka, som orgelbyggaren Frans Bohl hade lämnat ofullbordad. Men under resans gång stannade familjen i Växjö, för att bygga orgeln i Växjö domkyrka. Under tiden där studerade Johan Niclas Cahman vid Växjö skola. År 1692 bosatte sig familjen Cahman i Uppsala för bygget av orgeln i domkyrkan, färdig 1698. Där anställdes en informator till skolundervisningen för barnen. När deras mor Anna Christina Fritzsche avled 1694 närvarade syskonen Johan Petter och Brita Stina. 1696 gifte fadern om sig med Anna Catharina Spiering och de fick sonen Hans Henrik Cahman den yngre, född 1699. Familjen flyttade 1698 till Norrmalm i Stockholm. Där fick fadern i uppdrag att bygga om orgeln med 28 stämmor i Riddarholmskyrkan. Hans Henrich Cahman avled 5 september 1699 och begravdes i Riddarholmskyrkan. Hans lik fördes med båt till Uppsala och jordfästes i egen grav nedanför orgelläktaren i Uppsala domkyrka.
Efter faderns död fick Johan Niclas Cahman besikta och probera den nya orgeln utförd av Magnus Åhrman under faderns ledning  i Skara domkyrka den 29–30 januari 1700.  Tillsammans med  farbrodern Johan Herman Cahman (död i Uppsala 1702) fullföljde han de av fadern kontrakterade reparationerna av orgeln i S:t Jacob och Riddarholmskyrkan. 

### Västerås
Johan Niclas Cahman flyttade 1700 till Norra kvarteret 169 i Västerås och startade orgelbyggeri där. År 1703 uppges det att han hade en tomt i Södra kvarteret. Vid en aftonsång i Västerås blev Cahmans fru ivägkörd från en bänk i kyrkan av domprostinnan Ursilia Jacobsdotter, vilket slutade i en rättegång vid rådhusrätten.
Cahman gifte sig 1700 eller 1701 med Elisabeth Jernstedt, dotter till rådmannen och bruksägaren Johan Jernstedt. Familjen Jernstedt var en ansedd och förmögen familj i Västerås. Vid svärfaderns bortgång 1703 utarrenderades en del av den efterlämnade egendomen till Cahman på två års tid, tills de yngre arvingarna skulle bli myndiga. Under tiden i Västerås färdigställde han 1702 tillsammans med farbrodern Johan Herman Cahman dennes orgel i Västerås domkyrka.

#### Orgelbyggen under tiden i Västerås
Under tiden i Västerås byggde han om en orgel från 1600-talet i Fellingsbro kyrka 1702. Mellan 1704 och 1705 byggde han en orgel till Mariestads kyrka. 1706 byggde han en orgel i Norrbärke kyrka och fick hjälp av gesällerna Johan Wagner och Jöns Didrichsson.

### Stockholm
Cahman flyttade 1711 till Södermalm i Stockholm och började där att arbeta som uppbördsman. Den 17 oktober samma år begär han av Stockholms handelskollegium att få ett större rum till sin uppbörd. Den 12 februari 1713 ansökte Cahman ett tillstånd hos handelskollegiet, att hans fru Elisabeth Jernstedt skulle få hyra Stenboden nummer 42 vid Södra slussen för att starta en lärftshandel. Cahman hade köpt in en del lärfter och kom att bli förvaltare för handelsboden. Han blev 7 maj 1713 borgare och handelsman i Stockholm. Den 15 juni 1715 avled Elisabeth Jernstedt och Cahman fick nu ta han om de sex minderåriga barnen själv. Cahman lämnade in sin sista räkenskap som uppbördsman 21 mars 1721 och slutade troligen vid årsskiftet samma år.
Den 18 augusti 1722 skrev han ett testamente med sin fru Christina Persdotter. Tio dagar före sin död 8 juni 1737 skrev Cahman ett kompletterade testamente. I testamentet stod det bland annat att gesällen Olof Hedlund skulle fullborda orgeln i Maria Magdalena kyrka och få ta över verkstaden tillsammans med inventarier. Johan Niclas Cahman avled 18 juni 1737 i Stockholm och begravdes i vid södra sakristidörren i Maria Magdalena kyrka.

### Familj
- Gift 1700 eller 1701 med Elisabeth Jernstedt (1683–1715), dotter till rådmannen och brukspatronen Johan Jernstedt.
  - Johannes (döpt 1702[6]).
  - Maria Elisabeth, född 1703, död ca 1740, gift första gången 1723 med Olof Trygg, gift andra gången med drabanten Conrad Adam Böckler.
  - Gústaf (döpt 1705)[7]. Köpman och handelsman i Göteborg. Gift 173? med sin morbrors svägerska Brita Catharina Bornander, född 1715, död 1770.
  - Carl, född 1708.[8] Rest utomlands 1733 och 1743 uppgavs att han kommit till Ostindien.
  - Jacob (född 1709)[8].
  - Jacob, född 1710, död 1756. Kopparslagargesäll på resa till Danzig blev sedan kopparslagare i Stockholm.
  - Anna Christina, född 1712, död 1776, gift 1741 med lärftskramhandlaren Petter Segerholm och 1744 med lärftskramhandlaren Eric Svedman i Stockholm.
  - Chierlotta, döpt 17 januari 1715 i Maria Magdalena församling, Stockholm[9], död 1768, gift med stadskamrer Carl Mikael Segerlund.
  - Gift mellan 1719 och 1721 med Christina Persdotter. Linkrämaränka.

## Orglar
I Uppsala hade Frans Bohl (omkring 1628–1676) sedan 1669 arbetat på ett 41-stämmigt orgelverk till domkyrkan. Han avled emellertid innan arbetet var klart. Hans Henrich Cahman blev därför 1692 kallad till Uppsala för att färdigställa orgeln. Bohls orgel revs dock och Cahman byggde ny orgel.  Därmed införde han den nordtyska stilen inom orgelbyggerikonsten i Sverige. Då orgeln blev klar 1698 var den med sina 51 stämmor, fördelade på tre manualer och pedal, dåtidens största och förnämsta i Sverige. (Tyvärr förintades detta ståtliga verk vid en stor brand redan 1702.)
Hans Henrich etablerade sig sedan i Stockholm, där han bland annat påbörjade en reparation av orgeln i S:t Jakobs kyrka. År 1698 tecknade han också kontrakt på en helt ny orgel till Riddarholmskyrkan, men avled 1699, varvid verksamheten övertogs av sonen Johan Niclas Cahman, som jämte farbrodern Johan Herman Cahman slutförde faderns arbeten.
År 1700 flyttade Johan N. Cahman till Västerås, där han i domkyrkan 1702 tillsammans med Johan Herman Cahman uppförde  en tvåmanualig orgel med sannolikt 35 stämmor. År 1703 gifte han sig med Elisabeth Jernstedt, dotter till rådmannen och brukspatronen Johan Jernstedt, vars förmögenhet Cahman förvaltade efter patronens död år 1703. 
Johan Niclas återvände 1711 till Stockholm, där han huvudsakligen tjänstgjorde som skatteuppbördsman, medan orgelbyggeriet endast verkar att ha bedrivits i ringa omfattning. Tillsammans med hustrun öppnade han 1713 en lärftkramhandel vid Slussen, vilken han fortsatte driva fram till sin död. 
År 1721 återupptog Johan Niclas emellertid orgelbyggarverksamheten i full skala i verkstaden nära Katarina kyrka, sedermera på S:t Paulsgatan. Under åren 1723–1737 byggde han 27 orglar, varav fem domkyrkoorglar. I Uppsala domkyrka fullbordade han 1731 en 40-stämmig orgel, som ersatte faderns uppbrunna mästerverk och två år senare byggde han ett 28-stämmigt verk i Linköpings domkyrka där emellertid endast fasaden finns kvar, numera flyttad till tornvalvet. Bakom fasaden står nu en orgel, med rooseweltlådor, mekanisk–pneumatisk speltraktur och rörpneumatisk registratur, byggd 1929 av firma G. Setterqvist den äldre.
Johan N. Cahman var nu landets ledande orgelbyggare. Hans verk kännetecknades av mycket hög konstnärlig kvalitet och hantverksmässig skicklighet. I sin verksamhet på Södermalm, i en gård vid S:t Paulsgatan, utbildade han flera lärjungar och grundade härigenom den så kallade stockholmsskolan inom svenskt orgelbyggeri.
I huvudstaden utförde Cahman flera större reparationer på Storkyrkans orgel, men kom endast att anlitas för ett nybygge: det 34-stämmiga verket till S:ta Maria Magdalena kyrka. Han fick dock aldrig uppleva denna orgel färdig. Efter Johan Niclas död i juni 1737 slutfördes arbetet av hans gesäll och efterföljare Olof Hedlund, privilegierad 1742 (Även denna orgels tid i kyrkan blev kortvarig. Den förstördes tillsammans med all övrig inredning vid den stora brand som härjade Maria församling den 19 juli 1759. Hedlund slapp att uppleva branden för han hade då redan varit död i tio år).
Mest kända och kvarvarande orglar är Lövstabruk, en  orgel på 28 stämmor fördelade på huvudverk, ryggpositiv och pedaltorn, samt den i Kölingared vilken ursprungligen gjordes för Mariestad år 1704–1705 och var då på 23 stämmor men flyttades år 1864 till Kölingared. Båda dessa orglar lever ett aktivt liv och används idag frekvent i olika sammanhang. 

### Förteckning över orglar byggda av Cahman
| År              | Ursprunglig kyrka                | Stift          | Manualer | Pedal        | Stämmor | Bevarad orgel/fasad | Övrigt |
| --------------- | -------------------------------- | -------------- | -------- | ------------ | ------- | ------------------- | --- |
| 1700            | Riddarholmskyrkan                | Uppsala        | 2        | Självständig | 28      | Nej/Nej             | Kontrakt skrevs 28 september 1699 med Hans Henrich Cahman och senare den 21 oktober 1699 med Johan Niclas Cahman och Johan Herman Cahman. Kostade 12 198 dr och 30 öre kmt. Orgeln stod färdig den 2 juni 1700. |
| 1701            | Karbennings kyrka                | Västerås       | 1        |              | 4       | Nej/?               | Gåva år 1701. Köpt från Cahman för 420 riksdaler kopparmynt. Positivet bortbyttes 1757 mot ett annat med 5 stämmor och med 550 riksdaler mellangift. |
| 1701            | Västerås domkyrka                | Västerås       | 2        | Självständig | 32      |                     | |
| 1705            | Mariestads kyrka                 | Skara          | 2        | Självständig | 23      | Ja (delvis)/Ja      | Skrev kontakt den 15-16 februari 1704 och orgel blev färdig i februari 1705. 1864–1865 flyttades orgeln till Kölingareds kyrka och ombyggdes av Svante Johansson med nya väderlådor, ny mekanik, ryggpositivet togs bort och omdisponerade den. |
| 1707            | Norbergs kyrka                   | Västerås       |          |              |         |                     | Positiv. Spelat på för första gången 1707. Förstörd i brand 1727. |
| 1707            | Ramnäs kyrka                     | Västerås       | 1        |              | 8       |                     | Orgeln skänktes av brukspatron Joachim Christiernin och Magdalena Petre. Positivet flyttades till Kolbäcks kyrka 1840 och ombyggdes där. |
| 1710            | Carl Gustafs kyrka               | Lunds          | 2        | Självständig | 27      | Nej/Ja (delvis)     | Kontrakt den 28 maj 1709 och orgeln stod färdig 2 juni 1710. |
| 1714            | Hudiksvalls kyrka                | Uppsala        | 1        |              | 10      | Nej/Nej             | Orgeln hade fransk korton. Den kostade 2552 dr kmt. Orgeln tillbyggd med ryggpositiv och pedal av Cahman 1733. |
| 1714            | Ovansjö kyrka                    | Uppsala        | 1        |              | 10      | Nej/Nej             | Orgeln såldes 1789 till Årsunda kyrka och sattes upp där av Jonas Ekengren. |
| 1721            | Uddevalla kyrka                  | Göteborgs      | 2        | Självständig | 24      | Nej/Nej             | Orgeln kostade 6000 dr silvermynt. Den förstördes i branden 1806. |
| 1724            | Falu Kristine kyrka              | Västerås       | 2        | Självständig | 32      | Ja/Nej              | Kontrakt den 16 oktober 1721 och invigd den 18 april 1724. |
| 1724            | Leksands kyrka                   | Västerås       | 1        |              | 10      |                     | Ny orgel byggdes 1720. Flyttad till Djura kyrka 1895 och skänktes 1966 till Historiska museet. |
| 1725            | Köpings kyrka                    | Västerås       | 1        |              | 11      | Nej/Nej             | Kontrakt skrivet 25 november 1724. Kostade 4500 dr. |
| 1725            | Torpa kyrka, Östergötland        | Linköpings     | 1        |              | 8       | Nej/Ja              | Orgeln kostade 2325 riksdaler kopparmynt. Till orgeln bekostade socknens herrskap så mycket som 2800 riksdaler. Orgeln reparerades 1756 av Jonas Wistenius, Linköping. |
| 1726            | Romfartuna kyrka                 | Västerås       | 1        |              | 6       | Ja/Nej              | Positivet köptes in i Stockholm för 900 dr kmt till kyrkan av Johan Gabriel Sparfwenfeldt. Positvet såldes 1761 till Skå kyrka och sattes upp av Gren & Stråhle. 1909 köptes positivet av instrumentsamlaren Carl Claudius, Köpenhamn. Står idag på Historiska Museet, Köpenhamn. |
| 1726            | Åbo domkyrka                     |                | 2        | Självständig | 32      | Nej/Nej             | Kontrakt 3 maj 1725. Lovade bli färdig till midsommardagen 1727 men blef färdig omkring 1 september. |
| 1726 eller 1725 | Österlövsta kyrka                | Uppsala        | 1        |              | 9       | Nej/Ja              | [ 10 ] |
| 1727–1728       | Lövstabruks kyrka                | Uppsala        | 2        | Självständig | 28      | Ja/Ja               | Kontrakt 20 december 1726. Invigd 22 oktober 1727. Målningar utfördes 1728 och eventuellt samma år komplettering med ryggpositiv. |
| 1727–1728       | Österåkers kyrka                 |                | 1        |              | 5       |                     | Ett positiv byggdes av Cahman för 600 riksdaler. Orgeln reparerådes 1743 av Olof Hedlund, Stockholm. 1749 utökades orgeln med Vox Virginea och Cymbel av Jonas Gren och Petter Stråhle, Stockholm. |
| 1729            | Simtuna kyrka                    | Uppsala        | 1        |              | 8       |                     | Kontrakt 5 mars 1727. Orgeln byggdes i koret. Den flyttades till västra sidan 1758 av Jonas Gren. |
| 1729            | Berga kyrka, Västergötland       | Skara          |          |              |         |                     | Orgeln är troligen uppsatt av Olof Hedlund 1729. |
| 1730            | Drottningholms slottskapell      |                | 1        |              | 6       |                     | Orgeln bekostades av drottning Ulrika Eleonora. Positiv. |
| 1730            | Norrby kyrka                     | Västerås stift | 1        |              | 9       |                     | [ 10 ] |
| 1730            | Gustav Adolfs kyrka, Sundsvall   | Härnösands     | 1        |              | 10      |                     | |
| 1730            | Filipstads kyrka                 | Karlstad       | 1        | Självständig | 18      |                     | |
| 1730            | Sunne kyrka, Värmland            | Karlstad       | 1        |              | 8       |                     | [ 10 ] |
| 1730            | Vårdnäs kyrka                    | Linköpings     | 1        |              | 6       |                     | [ 10 ] |
| 1731            | Göteryds kyrka                   | Växjö stift    | 1        |              | 8       |                     | Orgeln kostade 9000 daler. Christina Dryander bekostad 900 daler. |
| 1731            | Härnösands domkyrka              | Härnösands     | 2        | Självständig | 23      | Nej/Ja              | |
| 1731            | Uppsala domkyrka                 | Uppsala        | 2        | Självständig | 40      | Nej/Nej             | |
| 1732            | Kristine kyrka, Jönköping        | Växjö          |          |              |         |                     | |
| 1733            | Linköpings domkyrka              | Linköpings     | 2        |              | 28      | Nej/Ja              | Kontrakt 24 januari 1732. Invigd 19 augusti 1733. |
| 1733            | Ljusdals kyrka                   | Uppsala        | 1        |              | 10      |                     | Flyttades Bjuråkers kyrka. En ny orgel byggdes 1764 av Jonas Gren och Petter Stråhle, Stockholm. Cahmans orgel såldes då till Arbro. |
| 1733            | Sankt Nicolai kyrka, Nyköping    | Strängnäs      | 2        | Självständig | 26      |                     | Kontrakt 9 december 1731. Invigd 29 september 1733. |
| 1733–1734       | Göteborgs domkyrka               | Göteborgs      | 2        | Självständig | 32      | Nej/Nej             | Kontrakt 11 januari 1733. Avsynad 18 december 1734. Orgeln förstördes 1802 i en brand. |
| 1733–1734       | Kisa kyrka                       | Linköpings     | 1        | -            | 6       |                     | Orgeln beställdes 1733 och sattes upp sommaren 1734 av Olof Hedlund. Orgeln kostade 1200 daler. Den såldes 1755 till Sunds kyrka för 1000 riksdaler. Den skänktes av assessor Zacharias Strandberg. 1757 satte troligen Jonas Wistenius in en Flöjt 4' och gjorde en ny bälg. 1798 flyttades orgeln till Ulrika kyrka. 1855 utfördes en omdisponering och en pedal byggdes till. Orgeln magasinerades 1926. 1970 sattes orgeln upp igen och den ursprungliga dispositionen återställdes av Bröderna Moberg. 2002–2003 restaurerades orgeln av Matts Arvidsson. |
| 1735            | Varbergs kyrka                   | Göteborgs      | 1        | -            | 10      | Nej/Nej             | Förstörd i brand 1767. |
| 1735 (1736)     | Fellingsbro kyrka                | Västerås       | 2        | Självständig | 27 (26) | Nej/Ja              | 1736 byggde Cahman en ny orgel för 10000 riksdaler. Den reparerades av Olof Hedlund för 1800 riksdaler. Orgeln hade 4 bälgar. Den var 1773 den störa orgeln i en landskyrka i Västerås stift. |
| 1736            | Caroli kyrka, Borås              | Skara          | 2        | Självständig | 28      | Nej/Nej             | |
| 1736            | Habo kyrka                       | Skara          | 1        |              | 8       |                     | Uppsatt av Cahman för 2000 riksdaler. |
| 1737            | Maria Magdalena kyrka, Stockholm | Strängnäs      | 2        | Självständig | 33      | Nej/Nej             | Påbörjad orgel. Färdigställd av Olof Hedlund. |
| 1739            | Sorunda kyrka                    | Strängnäs      | 1        |              | 8       |                     | Orgeln kostade 2000 riksdaler. Fröken Christina Fleming bekostade 1000 riksdaler. |

- Aringsås kyrka
- Lövstabruks kyrka
- 1724 Österfärnebo kyrka ?

### Övriga
| År        | Ursprunglig kyrka                | Stift      | Manualer | Pedal        | Stämmor | Bevarad orgel/fasad | Övrigt |
| --------- | -------------------------------- | ---------- | -------- | ------------ | ------- | ------------------- | --- |
| 1701      | Leksands kyrka                   | Västerås   |          |              |         |                     | Reparation av Johan Herman Cahman. |
| 1703      | Fellingsbro kyrka                | Västerås   |          |              | 10      |                     | Ombyggnation av äldre orgel. Färdigställd den 1 januari 1703. 7 nya stämmor, tre bälgar, nytt klaver av valnöt och svart trä. Nedtagen 1728 och uppsatt och reparerad 1735 i Glanshammars kyrka av Olof Hedlund.      |
| 1730      | Strängnäs domkyrka               | Strängnäs  |          |              |         |                     | Reparation. |
| 1704      | Skara domkyrka                   | Skara      |          |              |         |                     | Reparation. Kostade 600 dr. Kontrakt slöts den 4 september 1703 och orgeln blev färdig i september 1704. Den byggdes om 1781.                                                                                         |
| 1706      | Vänersborgs kyrka                | Skara      |          |              |         |                     | Tillbyggde orgeln med pedalverk. Orgeln förstördes i brand 1777. |
| 1706      | Norrbärke kyrka                  | Västerås   | 2        | Självständig | 20 (21) |                     | 1706 renoverar Johan Niclas Cahman, Stockholm en orgel och utökar den med 6 stämmor i pedalen och 5 stämmor i ryggpositivet för 1600 daler. Orgelns huvudverk var från en äldre orgel. Orgeln har 3 bälgar.           |
| 1707      | Kristinehamns kyrka              | Karlstads  |          |              |         |                     | Tillbygde orgel från 1660-talet med pedalverk på 6 stämmor. Orgeln såldes 1859 till Lungsunds kyrka och ombyggdes där 1878 och 1888.                                                                                  |
| 1711      | Katarina kyrka                   | Strängnäs  |          |              |         |                     | Inkom med ritningar och modell till ett nytt orgelverk. Det avslogs p. g. a. dyrtiden. 1722 tog man ett nytt försök men kyrkans brand 1723 gjorde att planerna ändrades.                                              |
| 1713      | Storkyrkan                       | Uppsala    |          |              |         |                     | Reparation och en del omdisponering enligt ett förlag av domkyrkoorganisten i Uppsala Christian Zellinger. Kontrakt slutet den 30 mars 1713 och arbetet skulle vara färdigt till nyåret 1714.                         |
| 1713      | Sala kyrka                       | Västerås   |          |              |         |                     | Reparation. Fyra nya bälgar. Ett kostnadsförlag från Cahman och Ernst Ferdinand Pape avsåg 1713 ett större arbete som inte utfördes.                                                                                  |
| 1715      | Riddarholmskyrkan                |            |          |              |         |                     | Reparation. |
| 1717      | Maria Magdalena kyrka, Stockholm | Strängnäs  |          |              |         |                     | Planerad orgel med 32 stämmor med ett kostnadsförlag på 9000 dr smt. Den blev aldrig av p. g. a de dåliga tiderna i landet.                                                                                           |
| 1717–1718 | Strängnäs domkyrka               | Strängnäs  |          |              |         |                     | Byggde till ett nytt pedalverk i pedalhuset på båda sidorna om det gamla orgelverket. Orgeln fick även tre nya bälgar.                                                                                                |
| 1719      | Riddarholmskyrkan                |            |          |              |         |                     | Reparation för 100 dr smt. |
| 1719      | Borås kyrka                      | Skara      |          |              |         |                     | Ombyggnation av Magnus Åhrmans orgelverk från 1694. Den förstördes i branden 1727. |
| 1719      | Jäders kyrka                     | Strängnäs  |          |              |         |                     | Reparerade orgeln tillsammans med en gesäll och organisten i Strängnäs. |
| 1723      | Jacobs kyrka                     | Uppsala    |          |              |         |                     | Reparation efter ett åsknedslag i maj 1723. Orgeln blev färdig i juni 1724. |
| 1724      | Norrbärke kyrka                  | Västerås   |          |              |         |                     | Besiktning av orgel den 24 februari. |
| 1724      | Stora Kopparbergs kyrka          | Västerås   |          |              |         |                     | Reparation som kostade 750 dr. Förslag på åtgärder av Ferdinand Zellbell d.ä. och Cahman i samband med invigningen av Kristine kyrkas orgel. Förslaget antog den 26 april 1724. Färdigt i slutet av augusti samma år. |
| 1724–1725 | Vika kyrka                       | Västerås   |          |              |         |                     | Reparation av positivet från 1600-talet tillsammans med gesällen Johan Petri Ros. |
| 1724–1725 | Husby kyrka                      | Västerås   |          |              |         |                     | Reparation och tillbyggnad av orgeln från 1600-talet med 5 stämmor. |
| 1726      | Storkyrkan                       |            |          |              |         |                     | Reparation och en del omdisponering. Handpenning fick han den 18 november 1725 på 500 dr kmt. Slutbetalningen i september 1726 på 800 dr kmt. Byggde tre nya stämmor till huvudverket och en tremulant.               |
| 1729      | Sala stadskyrka                  | Västerås   |          |              |         |                     | Inventering av Ernst Ferdinand Pape och reparationer för 624 daler. |
| 1729      | Nyköpin, Allhelgona              | Strängnäs  |          |              |         |                     | Reparation. |
| 1729      | Helga Trefaldighets kyrka        | Uppsala    |          |              |         |                     | Reparation av 1600-tals positivet. |
| 1731      | Hedvigs kyrka                    | Linköpings |          |              |         |                     | Ej utförd orgel. |
| 1731      | Hedvigs kyrka                    | Linköpings |          |              |         |                     | Ej utförd orgel. |
| 1732      | Kristine kyrka, Jönköping        | Växjö      |          |              |         |                     | Reparation. |
| 1732      | Helga Trefaldighets kyrka        | Uppsala    |          |              |         |                     | Reparation av 1600-tals positivet. |
| 1732      | Vists kyrka                      | Linköpings |          |              |         |                     | Två orglar som ej utfördes. |
| 1732      | Sankt Lars kyrka, Linköping      | Linköpings |          |              |         |                     | Orgelbyggargesällen Olof Hedlund förbättrade och lagade bälgarna, stämmorna och pipor på orgeln. |
| 1734      | Hudiksvalls kyrka                | Uppsala    |          |              |         |                     | Orgeln får ett tillbyggt ryggpositiv med 6 stämmor. Ornament av bildhuggaren Johan Ljung, Stockholm sattes upp 1748.                                                                                                  |
| 1734      | Marstrands kyrka                 | Göteborgs  |          |              |         | Ja/Ja               | Reparation och omdisponering av Olof Hedlund. Står idag i Morlanda kyrka. Orgeln var byggd 1604 och ombyggd 1715. |

### Bevarade orglar
Av de cirka 35 verk, som utgick från den cahmanska verkstaden, har endast sex bevarats till vår tid:
- Kölingareds kyrka, Västergötland, byggd för Mariestads kyrka 1705
- Årsunda kyrka, Gästrikland, byggd för Ovansjö kyrka 1714
- Musikhistoriska museet, f.n. magasinerad byggd för Leksands kyrka 1724
- Lövstabruks kyrka, Uppland, 1728
- Drottningholms slottskyrka, Uppland 1730
- Ulrika kyrka, Östergötland, byggd för Kisa kyrka 1734

### Bevarade fasader
Därtill finns många fasader bevarade med nyare verk bakom, i till exempel
- Österlövsta kyrka, Uppland 1725
- Härnösands domkyrka 1731
- Linköpings domkyrka 1733
- Fellingsbro kyrka, Västmanland 1736

## Medarbetare
Lista över gesäller vid Cahmans verkstad.

### Gesäller
- 1706 Johan (Joachim) Wagner
- 1706 Jöns Didrichsson
- 1727 Jan Ernest Sörgius
- 1730 Aldrich
- 1731 Caspar Krÿger
- 1731–1734 Petter Sackum
- 1731–1732 Olof Säterberg
- 1732 Jonas Liunggren

### Orgelbyggargesäller
- 1721–1733 Olof Hedlund
- 1721–1725 Johan Petter Roos
- 1720-talet-1727 Daniel Stråhle
- 1722 Johan Werner

### Snickargesäller
- 1721–1728 Erik Dahlberg (död 1728).[15]
- 1727–1736 Olof Andersson
- 1726 Cornelius Moses
- 1726–1727 Johan Georg Götschke
- 1729–1731 Ulrich Lidman
- 1731 Johan Bruhns
- 1731 Hans Eggertz
- 1737 Brandius
- 1737 Anders Ekbom
- 1737 Carl Östberg